# حسين بازرعة
حسين بازَرْعَة  واحد من أشهر شعراء الأغنية السودانية الحديثة.

## الميلاد والنشأة
ولد حسين بازرعة في عام 1934 بمدينة سنكات في ولاية البحر الأحمر، بالسودان. واسمه بالكامل هو حسين بن محمد سعيد بازرعة. والاسم بازرعة اسم عائلي أصله من حضرموت. 

## التعليم
تلقى تعليمه الأولي بمدرسة سنكات الأولية والمتوسط بالمدرسة الأهلية ببورتسودان والثانوي بمدرسة وادي سيدنا الثانوية القريبة من أم درمان، وعُرف عنه في مراحل تعليمه المختلفة تفوقه الدراسي وحبه لقراءة الشعر ونثره. ومع ذلك فقد تم فصله في السنة الثالثة الثانوية لأسباب سياسية.

## العمل
عمل بازرعة في مكتب شحن وتخليص وتعهدات في بورتسودان في الفترة من عام 1954 وحتى 1959م، ثم هاجر إلى المملكة العربية السعودية في عام 1968 وعمل موظفاً في شركة باخشب الملاحية بميناء مدينة جدة وتدرج في الفئآت الوظيفية حتى تبوأ منصباً قيادياً بالشركة. كان حسين يحب السفر وقضاء الإجازات في الخارج فسافر إلى بلدان مثل فرنسا واليونان ومصر وإلى جانب ذلك يهوي فن الرسم واللغات حيث يتحدث اللغة الإنجليزية بطلاقة.
له علاقات صداقة وطيدة مع العديد من الشخصيات القيادية في السودان والمملكة العربية السعودية ومن بينهم وزير الداخلية السعودي السابق والشاعر الأمير عبد الله الفيصل بن عبد العزيز آل سعود، والرئيس السوداني السابق عبد الرحمن سوار الذهب. كما كان يحب كرة القدم حيث احترف اللعب فيها كلاعب في فريق نادي حي العرب الرياضي أحد فرق الدرجة الأولى بمدينة بورتسودان، وتدرج في المناصب الإدارية فيه حتى تقلد منصب سكرتير النادي.

## أعماله الشعرية
كثيرا ما يكتب بازرعة عن تجاربه الذاتية في الحياة. فقصيدة «قصتنا» تعبر عن تجربة عاطفية لم يكتب لها النجاح بل أنها أدت إلى رحليه إلى المهجر حيث الشعور بالاغتراب والحنين للوطن وللحب الذي ولى فيقول مخاطباً الطيور المهاجرة التي تمر فوق سمائه ويقول:
كل طائر مرتحل
عبر البحر قاصد الأهل
حملته أشواقي الدفيقة
ليك ياحبيبي للوطن
لترابه.. لشطآنه للدار الوريقة
هل تصدق تنـتهي قصتنا يا أجمل حقيقة
نحن عشناها بدموعنا وبالضنى في كل دقيقة
كما شكلت القضايا العربية أحد المحاور الأساسية حيث كتب اشعاراً تدعو إلى الوحدة العربية ومساندة المقاومة الفلسطينية ومن تلك الأشعار قصيدة ألفها بمناسبة الذكرى الأربعين لإنتفاضة الأراضي المحتلة بعنوان «عرس الأربعين» والتي كتبها في يوليو / تموز 1978.
وتركز إنتاجه الأدبي في القصائد الغنائية التي يتغنى بها فنانوالطرب والغناء في السودان وفي مقدمتهم الفنان عثمان حسين والذي ربطته ببازرعة علاقة صداقة قوية منذ منتصف خمسينيات القرن الماضي، وكتب بازرعة معظم اغنيات عثمان حسين الشهيرة. وتعتبر قصيدته القبلة السكرى هي أول قصيدة له تم تلحينها والتغني بها من قبل عثمان حسين وقد نظمها بازرعة عندما كان طالبا في المرحلة الثانوية ليشارك بها في مسابقة للقصيدة الغنائية السودانية نظمتها مجلة «هنا أم درمان» السودانية التي كانت تنشر اشعاراً يتهافت عليها المغنون السودانيون. وقد فازت القصيدة في المسابقة وتمكن الفنان عثمان حسين من الفوز بها ليلحنها ويقدمها أغنية لجمهوره نالت شهرة فيما بعد. تقول بعض أبيات القصيدة:
وقطرات الندى الرقراق.. تعلو هامــة الزهد
والحان الهزار الطلــق.. فـوق خمـائل النهر
ولما ينقضى اللــيل.. وينـعس ساقـي الخمر
يرف الضوء كالحلم.. يسكـب خـمـرة الفجـر
اتذكري قبلتي والليل.. يـروي طلعــة البـدر
كيف اناملى الحيرى.. تداعب خصلة الشـعـر
في قصيدة «الوكر المهجور» يناجي الشاعر صخرة كانت على شط البحر الأحمر ببورتسودان يجلس عليها لساعات طوال يكتب الشعر وبعد عودته من المهجر وجد المكان وقد تغير بعد أن زحف نحوه العمران لكن الصخرة بقيت في مكانها فكتب فيها شعرا يناجي محبوبته:
إن أنسى ما أنسى
ذكراك يا سلمى
في وكرنا المهجور
والصمت قد عمّ
تحلو لنا الشكوى
والحب والنجوى
كيف أنسى أيامي وفكرتي الكبرى
يا وحي إلهامي
وقبل عودته إلى السودان كتب شعرا عن شقته في جدة والتي قررت سلطات البلدية هدمها:
غداً اقول وداعاً شقة العمر
على صدى من قرار غير منتظر
اتى النذير بلا وعيد ليخبرني
رحيلك ما أقساه من خبر
حقاً أودع دارا حبه الأثر
تموج بالروح والإيناس والذكر
قضيت شرخ شبابي بين أضلعها
وبين أركانها أودعت مدخري

## دوواينه
ألف حسين بازرعة عدداً كبيراً من القصائد المتنوعة المواضيع من الغزل وحب الوطن والغربة إلى قصائد في التاريخ والرحلات. ونُشر له ديوانا شعر بعنواني:
- البراعم
- سقط المتاع

## إنتاجه من القصائد الشعرية
للشاعر بازرعة إنتاج غزير من القصائد منها:
- القبلة السكرى
- أنا والنجم والمسا
- بعد الصبر
- ذكرتني
- لا وحبك
- من أجل حبي
- شجن.
- الوكر المهجور
- عاهدتني
- أرضنا الطيبة
- الفرقة من بكره
- أجمل ايامي